# Virtual XI
A Virtual XI  a brit Iron Maiden tizenegyedik nagylemeze, mely 1998. március 23-án jelent meg. Ez volt a második és egyben utolsó olyan albumuk, melyet Blaze Bayley énekessel rögzítettek. Ezen a lemezen a korábbiakhoz képest szokatlanul sok billentyűs hangszert használtak, melyeket immár teljes egészében a basszusgitáros Steve Harris játszott fel. A korábbi albumokon ugyanis egy kisegítő zenész, Michael Kenney használta a hangszert. Janick Gers az előző albummal ellentétben itt nem vette ki a részét a dalszerzésből, csupán a záró Como Estais Amigos-ban van feltüntetve szerzőként. Az album címében szereplő XI kifejezés részben arra utal, hogy ez volt a tizenegyedik nagylemezük, részben pedig egy labdarúgó-válogatottatra, melyben tizenegy játékos szerepelt.
Az album borítóját ismét Derek Riggs tervezte, akinek a nevéhez a legtöbb és leghíresebb Iron Maiden grafikák fűződnek. Ez a harmadik olyan albumuk, melynek a címét nem egy, a lemezen is szereplő dalról nevezték el. Az előző két ilyen album a Piece of Mind és a The X Factor voltak.
A Futureal és a When Two Worlds Collide dalok futurisztikus témákkal foglalkoznak. A Lightning Strikes Twice című szám azt hirdeti, hogy nem kell elutasítani valamit csak azért, mert valószínűtlen. A The Clansman a középkori Skócia és Anglia közötti harcokról szól. A Don't Look to the Eyes of a Stranger-t a világ veszélyei ihlették, míg a Como Estais Amigos tisztelgés a Falkland-szigeteki háborúban elesett katonák emlékére. Ez az egyetlen olyan lemezük, ahol az utolsó számban nem szerepel Steve Harris dalszerzőként.
A lemezről a The Angel and the Gambler és a Futureal dalokat adták ki kislemezen. Az albumról Bruce Dickinson visszatérését követően a "Futureal" és a "The Clansman" dalok maradtak a koncertek állandó vendégei, de míg a "Futureal" csak az 1999-es turnén, addig a  "The Clansman" egészen a 2003-as turnékig szerepelt a programban, majd 2018-ban is újra elővették.
Az album fogadtatása még az előző, The X Factor albumánál is negatívabb volt. Sok rajongó úgy érezte, hogy az olyan dalok, mint a "The Angel and the Gambler" és a  "Don't Look to the Eyes of a Stranger" túlzásnak hatnak, melyek hosszúságuk ellenére nem bővelkednek az ötletekben, és a refréneket is számtalan kritika érte, miszerint túl sokszor ismétlődnek. Sokan vannak azon az állásponton, hogy az album csak a nagyon szűken vett fanatikusok által élvezhető, valamint, hogy ez minden idők leggyengébb Iron Maiden albuma. A legtöbben Blaze Bayley zenekarbeli szereplését kifogásolták, mondván, hogy "ő húzta le az együttest".
A lemez minden korábbinál hatalmasabb bukás volt kereskedelmi szempontból. Egy 2009. áprilisi adat szerint az Egyesült Államokban 84,987, míg világszerte 1,050,000 példányt adtak el belőle. Ezzel az eredménnyel ez a legsikertelenebb Iron Maiden album.

## Számlista
| #  | Cím                                  | Szerző(k)                  | Hossz |
| -- | ------------------------------------ | -------------------------- | ----- |
| 1. | Futureal                             | Blaze Bayley, Steve Harris | 2:55  |
| 2. | The Angel and the Gambler            | Harris                     | 9:52  |
| 3. | Lightning Strikes Twice              | Dave Murray, Harris        | 4:50  |
| 4. | The Clansman                         | Harris                     | 8:59  |
| 5. | When Two Worlds Collide              | Bayley, Murray, Harris     | 6:17  |
| 6. | The Educated Fool                    | Harris                     | 6:44  |
| 7. | Don't Look to the Eyes of a Stranger | Harris                     | 8:03  |
| 8. | Como Estais Amigos                   | Bayley, Janick Gers        | 5:30  |

## Közreműködők
- Blaze Bayley – ének
- Dave Murray – gitár
- Janick Gers – gitár
- Steve Harris – basszusgitár, vokál, billentyűs hangszerek
- Nicko McBrain – dob